# 石川総管
石川 総管（いしかわ ふさかね）は、常陸下館藩の第9代（最後）の藩主。伊勢亀山藩石川家分家11代。

## 生涯
天保12年8月9日（1841年9月23日）、第8代藩主・石川総貨の長男として誕生した。嘉永2年（1849年）11月18日、家督を継いで藩主（雁間詰）となる。安政2年（1855年）12月16日、従五位下・若狭守に任官した。安政4年（1857年）3月10日、大坂加番を命じられる。慶応2年（1866年）6月15日に講武所奉行に就任し、8月17日に陸軍奉行並を当分の間兼任することを命じられる。10月15日、陸軍奉行並の兼任を命じられる。慶応3年（1867年）1月19日、若年寄兼陸軍奉行となる。慶応4年（1868年）1月23日に陸軍奉行を解任され、2月19日に若年寄を辞任する。
戊辰戦争では、幕府要職を歴任した経緯から佐幕派であったものの、新政府側への協力に決した。慶応4年（1868年）4月17日、旧幕府軍内藤隼人（土方歳三）隊が下館に侵入した際は軍資金200両を贈って難を逃れたが、その後、新政府軍から協力を要請されると進退に窮し、4月20日夜明けに下館を脱出して翌日に水戸の吉田薬王院に逼塞した。宇都宮を中心とする戦いで新政府軍の勝利が決した後、5月19日にようやく下館に帰還した。その後は新政府軍の一員として活躍している。なお、鳥羽・伏見の戦い当時に若年寄以上の幕閣であった者に対しては戦いへの関与の有無にかかわらず、新政府による責任の追及と処分が行われているが、総管は早い時期から新政府へ協力的な態度を取っていたためか、若年寄としての責任の追及や処分が行われたことを示す記録は確認されていない。 
明治2年（1869年）6月、版籍を奉還して下館藩知事に就任、のち廃藩置県により免官。明治10年（1877年）8月、隠居と位記返上を願う。同年9月に隠居し、長男の重之に家督を譲る。明治15年（1882年）より下館に隠棲したが、明治32年（1899年）に東京芝愛宕下の屋敷で没した。享年59。なお、明治17年（1884年）、華族令によって重之は子爵を授けられる。明治20年（1887年）4月に爵位を返上したが、明治32年（1899年）に再度子爵となっている。

## 系譜
父母
- 石川総貨（父）

子女
- 石川重之（長男）